# Індрієві
Індрієві (Indriidae) — родина лемуроподібних приматів. До родини відносять 3 роди та 19 видів, що мешкають на острові Мадагаскар.

## Опис
Сюди відносяться різноманітні тварини завдовжки тулуба близько 300 мм (з хвостом) і вагою від 1 до 10 кг. Хвости у сіфак (Propithecus) і авагісів (Avahi) довгі, тоді як у індрі (Indri) куці. Обличчя в сіфак і авагісів маленьке в порівнянні з лемурами і подовжене в порівнянні з індрі. Вуха у індрієвих маленькі і не видні із-за вовни. Фактура вовни від шерстистої до шовкової, кольори також варіюють. Всі індрієві здатні вертикально пересуватися по стовбурах дерев і також вони хороші стрибуни. Задні кінцівки на 1/3 довші, ніж передні. Руки довгі, тонкі і сильні, всі пальці мають нігті. Ступні дуже великі, але вузькі.

## Спосіб життя
Індрієві — винятково вегетаріанці, харчуються листям, фруктами, корою і квітами. У шлунку один великий відділ, кишковий тракт довгий. Авагіси є нічними тваринами, сіфаки та індрі ведуть денний спосіб життя. Авагіси та індрі живуть невеликими групами по 2-5 особин; сіфаки часто об'єднуються в групи по 10 тварин. Групи індрі регулярно перегукуються, таким чином підтримуючи зв'язок між сусідами. Це територіальні тварини, які мітять територію своїми виділеннями. Мають дуже виразну міміку, яка має важливе значення при спілкуванні між мавпами.

## Класифікація
- Підродина Indriinae
  - Avahi
    - Avahi occidentalis
    - Avahi unicolor
    - Avahi cleesei
    - Avahi laniger
    - Avahi mooreorum
    - Avahi betsileo
    - Avahi peyrierasi
    - Avahi ramanantsoavani
    - Avahi meridionalis

  - Сіфака (Propithecus)
    - Propithecus candidus
    - Propithecus diadema
    - Propithecus edwardsi
    - Propithecus perrieri
    - Propithecus coquereli
    - Propithecus deckenii
    - Propithecus coronatus
    - Propithecus verreauxi
    - Propithecus tattersalli

  - Індрі (Indri)
    - Indri indri
- Підродина Palaeopropithecinae †
  - Mesopropithecus †
  - Babakotia †
  - Palaeopropithecus †
  - Archaeoindris †
- Підродина Archaeolemurinae †
  - Archaeolemur †
  - Hadropithecus †